# مسرشميت مي 163
مسرشميت مي 163 طائرة اعتراضية ألمانية تعمل بالطاقة الصاروخية. صممه ألكسندر ليبيش، وهي الطائرة المقاتلة الوحيدة التي تعمل بالصواريخ على الإطلاق التي كانت تعمل وأول طائرة موجهة من أي نوع تتجاوز 1000 كم / ساعة (621   ميل في الساعة). كان أدائها وجوانب تصميمها غير مسبوقة. وصل الطيار التجريبي الألماني هيني ديتمار في أوائل يوليو 1944 إلى 1,130 كيلومتر في الساعة (700 ميل/س)، وهو رقم قياسي غير رسمي لسرعة الطيران لا مثيل له بواسطة الطائرات التي تعمل بالطاقة التوربينية لنحو عقد من الزمن. تم بناء أكثر من 300 كوميت، لكن الطائرة أثبتت أنها باهتة في دورها المخصص كمعترضة ودمرت ما بين 9 و 18 طائرة الحلفاء مقابل 10 خسائر.   وبصرف النظر عن الخسائر القتالية، قتل العديد من الطيارين أثناء الاختبار والتدريب. 

## تطوير

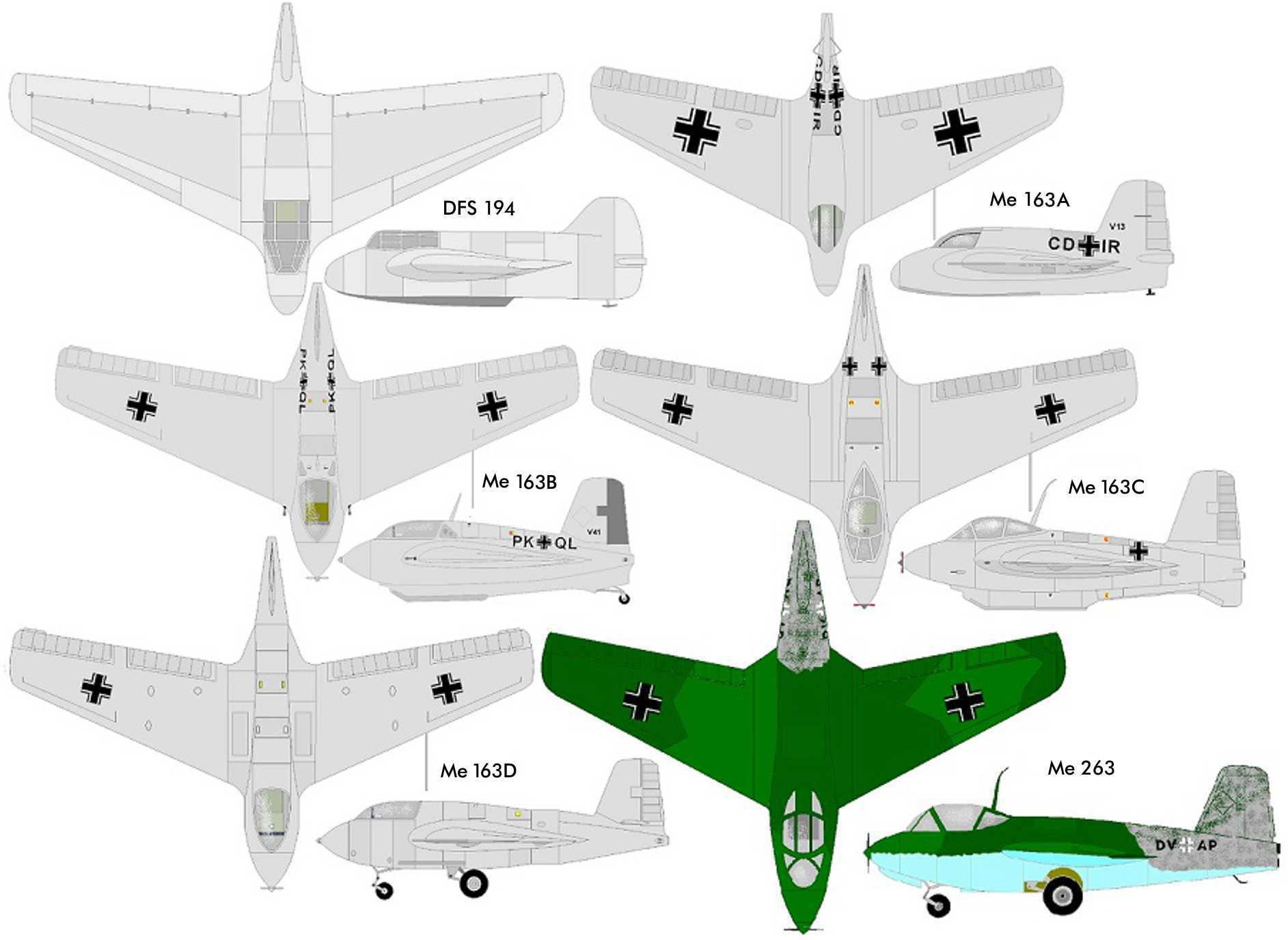
تطوير لي 163

بدأ العمل على التصميم حوالي عام 1937  تحت رعاية دي أف أس (DFS) - المعهد الألماني لدراسة رحلة الطائرات الشراعية. كان تصميمهم الأول هو تحويل Lippisch Delta IV السابق ‏ المعروف باسم DFS 39 ويستخدم فقط كاختبار طائرة شراعية من هيكل الطائرة. 

### مي 163A

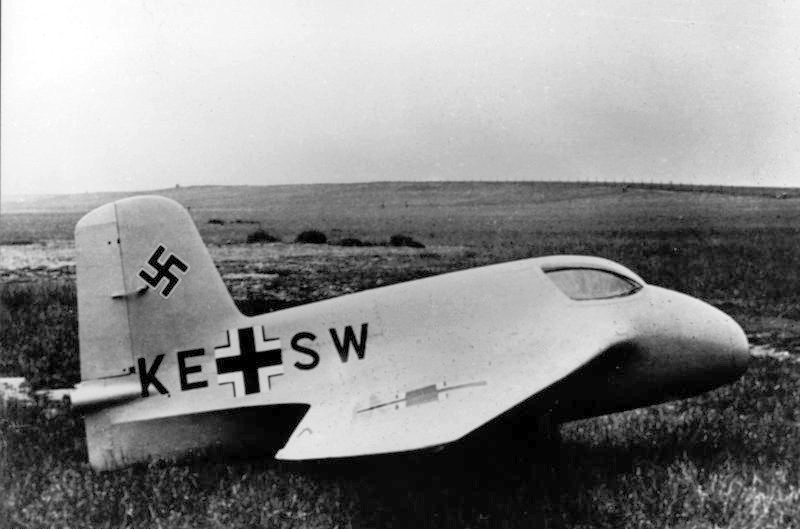
The Me 163A V4 (النموذج الأول) في عام 1941

### مي 163 ب

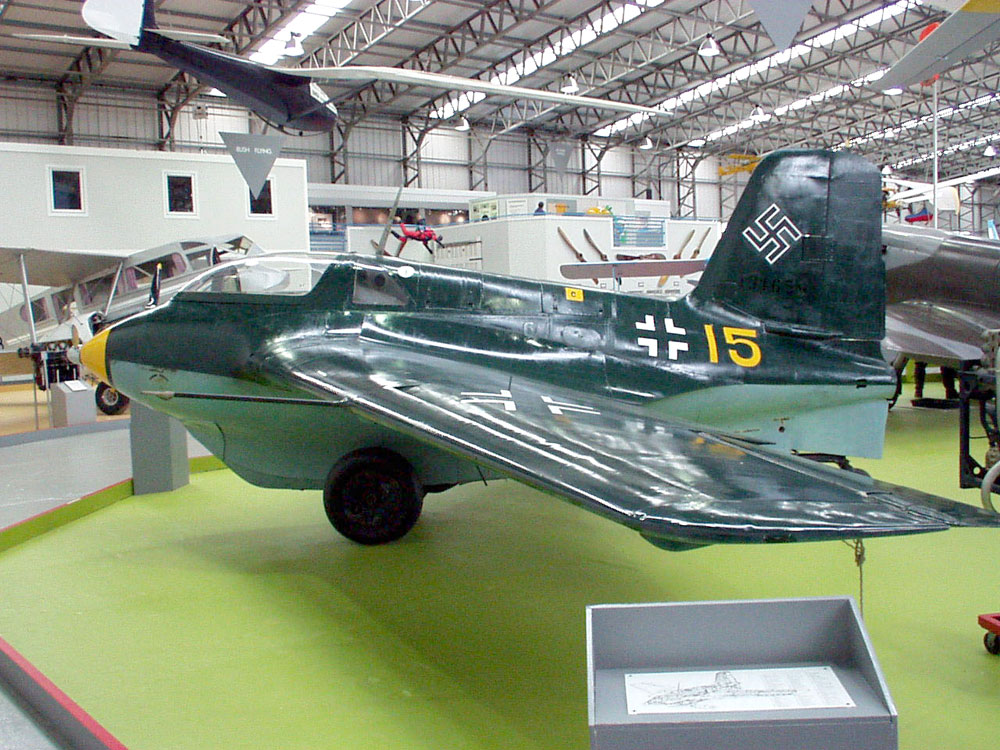
Me 163 B-1a في المتحف الوطني للطيران في اسكتلندا.

في ديسمبر 1941، بدأ العمل على تصميم مطور. اعتُبر تنسيق البناء المبسط لهيكل الطائرة ضروريًا، حيث لم يتم تحسين إصدار مي 163A حقًا للإنتاج على نطاق واسع. وكانت النتيجة هي سلالة مي 163B.   

## تاريخ العمليات

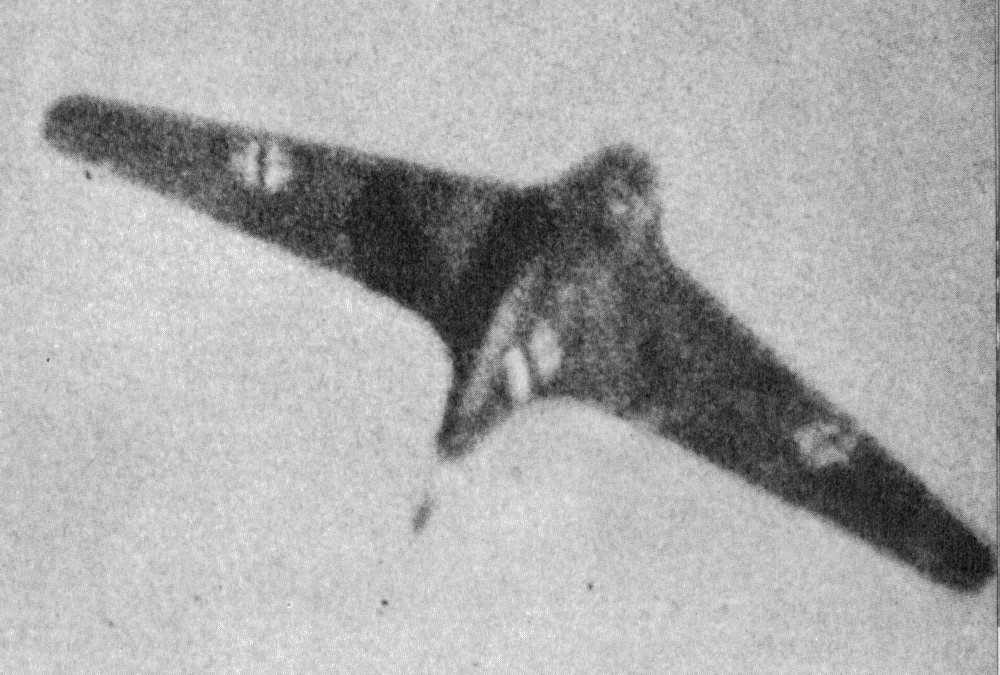
اسقاط طائرة من طراز مي 163، كما شوهدت من كاميرا القوات الجوية لجيش الولايات المتحدة ريببلك بيه-47 الصاعقة

### اقتباسات
1. ↑  The small red rectangles on the دفة and رافع خلفيs are externally-fastened gust locks to prevent wind-damage to the control surfaces while on the ground, and are removed before flight.
2. ↑  Wilson 1998, p. 121.
3. ↑  Boyne 1997, p. 349.
4. ↑  Thompson with Smith 2008, p. 233.
5. ↑  Ziegler, Mano. Rocket Fighter: The Story of the Messerschmitt Me 163. London: Arms and Armour Press, 1976. (ردمك 0-85368-161-9).
6. ↑  Jean-Denis G. G. Lepage, Aircraft of the Luftwaffe 1933-145: An illustrated guide, p.243 نسخة محفوظة 20 مارس 2020 على موقع واي باك مشين.
7. ↑  Donald، David، المحرر (2000). Warplanes of the Luftwaffe. New York, NY: Barnes & Noble. ص. 226. ISBN:978-0760722831.{{استشهاد بكتاب}}:  صيانة الاستشهاد: التاريخ والسنة (link)
8. ↑  de Bie, Rob. "Me 163B Komet - Me 163 Production". xs4all.nl. Retrieved: 5 December 2012. نسخة محفوظة 22 أكتوبر 2015 على موقع واي باك مشين.